# 정준원 (2004년)
정준원(2004년 7월 26일~)은 대한민국의 배우이자 모델이다.

## 학력
- 저현고등학교 (중퇴)
- 고등학교 졸업학력 검정고시 (합격)

## 출연작

### 영화
- 《7년의 밤》 (2018년) - 어린 최현수 역
- 《장산범》 (2017년) - 순자오빠 (목소리) 역
- 《그래, 가족》 (2017년) - 오낙 역
- 《두 번째 스물》 (2016년) - 한빛 역
- 《오빠생각》 (2016년) - 동구 역
- 《손님》 (2015년) - 철수 역
- 《악의 연대기》 (2015년) - 최명호 역
- 《변호인》 (2013년) - 건우 역
- 《숨바꼭질》 (2013년) - 호세 역
- 《미나문방구》 (2013년) - 응철 역
- 《남쪽으로 튀어》 (2013년) - 지호 역
- 《페이스 메이커》 (2012년) - 어린 주성호 역
- 《후궁: 제왕의 첩》 (2012년) - 왕자 (목소리) 역

### 드라마
- 《부부의 세계》 (JTBC, 2020년) - 차해강 역
- 《위대한 쇼》 (tvN, 2019년) - 한탁 역
- 《오늘도 안녕》 (KBS2, 2019년)
- 《백일의 낭군님》 (tvN, 2018년) - 어린 윤석하 역
- 《저글러스》 (KBS2, 2017년) - 박건우 역
- 《블랙》 (OCN, 2017년) - 장현수 역
- 《크리미널 마인드》 (tvN, 2017년) - 김진우 역
- 《구해줘》 (OCN, 2017년) - 정구 역
- 《써클: 이어진 두 세계》 (tvN, 2017년) - 어린 이동수 역
- 《아버지가 이상해》 (KBS2, 2017년) - 나민하 역
- 《보이스》 (OCN, 2017년) - 어린 황경일 역
- 《사임당, 빛의 일기》 (SBS, 2017년) - 이현룡 역
- 《대박》 (SBS, 2016년)
- 《힐러》 (KBS2, 2015년)
- 《KBS 드라마 스페셜 - 보미의 방》 (KBS2, 2014년) - 수철 역
- 《감자별 2013QR3》 (tvN, 2013년) - 김규호 역
- 《스캔들: 매우 충격적이고 부도덕한 사건》 (MBC, 2013년) - 어린 장은중 (금만복) 역
- 《구가의 서》 (MBC, 2013년)
- 《대풍수》 (SBS, 2012년)
- 《아랑사또전》 (MBC, 2012년) - 어린 주왈을 놀리는 아이 역
- 《신의 퀴즈 3》 (OCN, 2012년) - 우람 역
- 《굿바이 마눌》 (채널A, 2012년)
- 《미쓰 아줌마》 (SBS, 2011년)
- 《시티헌터》 (SBS, 2011년) - 송도진 역

## 논란

### 미성년자 흡연, 음주 논란
당시 부부의 세계에서 차해강 역을 맏은 정준원은 페이스북에 술병이 놓인 식탁에서 찍은 사진과 단체로 담배를 문 채 찍은 사진, 전자담배를 사겠다는 사람을 찾는 사진 등을 수차례 올렸고 이에 한 온라인 커뮤니티에 이 게시글들을 캡처한 사진들이 올라왔으며 심지어 정준원의 경우 미성년자의 신분으로서, 흡연과 음주를 저지른 것이 더 큰 논란으로 제기되었다. 이로 인해 해당 사건을 알게 된 시청자들은 부부의 세계 게시판에 정준원을 하차시키라는 내용의 글들을 계속 올렸고 이에 대해 부부의 세계 측에서는 공식적으로 "정준원의 출연 분량은 지난 9일 방송된 14회가 마지막이었다. 15회와 16회에서는 대본상 분량이 없다"라고 밝혔다.
이에 따라 소속사 다인엔터테인먼트 측은 보도자료를 통해서 “먼저 배우를 매니지먼트 하는 가운데 소속 배우의 관리에 미흡했던 점 진심으로 사과드린다. 다시는 이런 일이 발생되지 않도록 하겠다. 관리를 더욱 더 세심히 하여 재발 방지와 개선에 최선을 다하겠다.”라고 입장을 밝혔으며 정준원의 SNS 계정은 비공개로 전환되었다.

## 수상 및 후보
| 연도 | 시상식       | 부문              | 작품            | 결과 |
| ---- | ------------ | ----------------- | --------------- | ---- |
| 2017 | KBS 연기대상 | 남자 청소년연기상 | 아버지가 이상해 | 수상 |